# Kim Stanley Robinson
Kim Stanley Robinson (23 marzo 1952) è uno scrittore di fantascienza statunitense.
È noto soprattutto per la sua trilogia di Marte (Il rosso di Marte, Il verde di Marte e Il blu di Marte, 1993-1996), e presenta nelle proprie opere apocalittici scenari futuri.
Ha ricevuto vari riconoscimenti per le sue opere, tra cui il Premio John Wood Campbell Memorial, il Premio Hugo, il Premio Locus e il Premio World Fantasy. Nel 2011 è stato nominato Muir Environmental Fellow dal John Muir College, University College San Diego.

## Biografia
Kim Stanley Robinson è nato nel 1952 a Waukegan, Illinois, ma è cresciuto nella California del Sud. Nel 1974 ha ottenuto un BA in letteratura dall'University of California, San Diego. Nel 1975 ha ottenuto un Master's degree in Inglese dall'Università di Boston. Quindi nel 1982, ha ottenuto un Ph.D. in Inglese University of California, San Diego con una tesi di dottorato dal titolo The Novels of Philip K. Dick, pubblicata nel 1984.
Nel 1982 ha sposato Lisa Howland Nowell, una chimica ambientale, da cui ha avuto due figli. Robinson ha abitato presso Washington, poi in California; durante gli anni ottanta ha risieduto in Svizzera. Vive a Davis (California).
Robinson si descrive come un escursionista ma non un alpinista, sebbene le scalate appaiano in diversi suoi romanzi, principalmente in Antarctica, nella Trilogia di Marte, in Marte Verde (Green Mars, un racconto presente in The Martians), Forty Signs of Rain ed Escape from Kathmandu.

## Opere principali

### Icehenge
Icehenge (1985), benché pubblicato quasi 10 anni prima della Trilogia di Marte e ambientato in un futuro diverso, anticipa molti temi che saranno caratterizzanti dell'opera principale di Robinson; tra questi possiamo citare la rivoluzione per l'indipendenza di Marte, il passaggio nella narrazione da un personaggio all'altro, e soprattutto l'estrema longevità data da trattamenti medici, con i conseguenti problemi di memoria e cambiamenti della personalità.

### Trilogia delleTre Californie
Questa trilogia è anche nota come Trilogia di Orange County. I libri che la compongono sono La Costa dei Barbari (1984), (La) Costa delle Palme (1988) e La Costa del Pacifico (1988). Non è una trilogia nel senso tradizionale del termine; i tre libri non raccontano una singola storia, ma piuttosto rappresentano ognuno una particolare versione futura della California.
La Costa dei Barbari racconta di una California in lotta per tornare alla civiltà dopo essere stata devastata, insieme al resto dell'America, da una guerra nucleare. 
(La) Costa delle Palme presenta una California super-industrializzata sempre più ossessionata e dipendente dalla tecnologia, e divisa dalla lotta tra fabbricanti di armi e terroristi. 
La Costa del Pacifico racconta una California in cui pratiche ecologiche e sostenibili sono divenute la norma e le cicatrici del passato stanno lentamente venendo curate.
Sebbene inizialmente possano sembrare tra loro scollegati ed indipendenti, i tre libri operano congiuntamente per presentare un'unica dichiarazione. Il primo mostra un'umanità azzoppata dalla mancanza di tecnologia, il secondo un'umanità sommersa e quasi completamente disumanizzata da troppa tecnologia (assieme ai concomitanti danni ambientali), e il terzo un compromesso realizzabile e vivibile tra i due precedenti estremi. Sebbene il terzo libro sia un romanzo utopico, in esso esiste ancora conflitto, tristezza e tragedia. Tutte le storie contengono un personaggio comune, la cui situazione serve a porre le tre alternative in prospettiva.

### Trilogia marziana
Questa trilogia rappresenta l'opera più nota di Robinson; in cui si narra della trasformazione di Marte in pianeta abitabile e le conseguenze umane, sociali e politiche di tale epocale trasformazione. I tre volumi che compongono l'opera sono Il rosso di Marte, Il verde di Marte e Il blu di Marte (Red Mars, Green Mars e Blue Mars), i cui titoli rappresentano i cambiamenti cui il pianeta è sottoposto nel corso della serie.
La storia inizia con la partenza dalla Terra dei primi coloni nel 2027 e copre i successivi 200 anni di storia futura.
Alla conclusione della storia Marte è un mondo terraformato e pesantemente popolato, con una fiorente e complessa dimensione politica e sociale.
Le storie delle vite di molti personaggi diversi sono intrecciate insieme in questa trilogia. Scienza, sociologia, economia e politica sono trattati con molti particolari, evolvendosi nel corso della storia. La fascinazione di Robinson con scienza e tecnologia è chiara, sebbene venga bilanciata con una forte traccia di umanità. Gli interessi personali di Robinson, inclusi la sostenibilità ecologica, dimorfismo sessuale, e il metodo scientifico, sono molto evidenti nel corso dell'opera.

#### The Martians
Presentato come accompagnamento alla trilogia, The Martians (1999) è una collezione di storie brevi che riguardano molti degli stessi personaggi ed ambientazioni introdotti nella Trilogia di Marte. Alcune storie accadono prima, durante o al posto (storia alternativa) di eventi narrati nella trilogia; alcuni sono approfondimenti di personaggi esistenti, altri ne introducono di nuovi. Comprende inoltre la Costituzione di Marte e poesie "scritte" da cittadini marziani. È uscito in Italia con il nome I Marziani nel 2020 sotto la Fanucci Editore.

### Antarctica
Antarctica (1997), benché ambientato in un contesto diverso, riprende molte delle idee che avevano caratterizzato la Trilogia di Marte.
È ambientato nell'omonimo continente di ghiaccio, molto più vicino ai giorni nostri, ma richiama alla mente molti degli stessi temi, trattando di scienziati in un ambiente isolato, e dell'effetto che questo ha sulle loro personalità e sulle loro relazioni interpersonali.
Come in tutte le più recenti opere di Robinson, la sostenibilità ambientale è uno dei temi fondamentali di Antarctica. Larga parte dell'azione nel libro è catalizzata dall'imminente scadere del Trattato Antartico, e dalla conseguente minaccia di invasione e saccheggio del pressoché incontaminato ambiente antartico da parte di multinazionali ed altri interessi economici ed industriali.

### Gli anni del riso e del sale
Gli anni del riso e del sale (2002) è un'opera di storia alternativa ambientata in una realtà in cui la Peste Nera ha eliminato circa il 99% della popolazione europea (invece del 30% circa stimato nella storia reale).
Eliminando così di fatto qualsiasi contributo europeo e cristiano dagli eventi storici successivi al 1348, la storia mondiale viene ad essere influenzata in maniera preponderante dalla cultura islamica, cinese ed indiana, ciò sia da un punto di vista politico/militare/economico che culturale e filosofico.
La storia copre circa 700 anni, narrati attraverso l'artificio letterario di successive reincarnazioni dello stesso piccolo gruppo di personaggi, reincarnazioni che portano i protagonisti nello svolgersi della trama ad appartenere a diversi gruppi etnici, diverse classi sociali a cambiare appartenenza sessuale e, in un caso particolare, anche a cambiare specie.
Tra i temi principali dell'opera figurano quelli della responsabilità degli scienziati e quelli dello scontro/integrazione tra culture diverse.

### Serie della Scienza nella Capitale
La serie della Scienza nella Capitale comprende tre romanzi inediti in Italia: Forty Signs of Rain (2004), Fifty Degrees Below (2005), e Sixty Days and Counting (2007). Questa serie esplora le conseguenze del riscaldamento globale, sia al livello planetario che a come colpisce i personaggi principali - diversi dipendenti della National Science Foundation e persone a loro vicine.
Un tema ricorrente è quello della filosofia buddhista, che nella serie è rappresentata dagli appartenenti all'ambasciata di Khembalung, un micro-stato Buddhista fittizio posto su di un'isola del delta del fiume Gange. 
La loro nazione è minacciata dal crescente livello dei mari, e le reazioni a questo fatto degli abitanti di Khembalung vengono comparate a quelle statunitensi, più precisamente a quelle dei politici di Washington, alla luce delle differenze filosofiche e politiche dei due popoli.
Fifty Degrees Below racconta che sulla Terra sta per abbattersi un cataclisma senza pari. 12000 anni fa, ovvero l'ultima volta che un evento del genere si è verificato, il risultato era stata un'era glaciale conosciuta con il nome di Younger Dryas, in cui l'Inghilterra, la maggior parte dell'Europa settentrionale e la metà orientale dell'America settentrionale è finita sotto una distesa di ghiaccio e neve. Tale cataclisma è causato dallo scioglimento dei ghiacciai della Groenlandia.

### Altri romanzi
- The Memory of Whiteness (1985) tratta di un fantastico strumento musicale e delle avversità affrontate dal suo nuovo proprietario nei suoi viaggi nel Sistema Solare; benché ambientato secoli dopo, questo romanzo contiene cenni di molte idee poi riprese e sviluppate nel Ciclo di Marte.
- A Short, Sharp Shock (1990) Una delle pochissime opere ad ambientazione fantasy scritte da Robinson, tratta di un uomo affetto da amnesia che viaggia in una terra misteriosa alla ricerca della donna che appare nelle sue prime memorie.
- Galileo's Dream (2009) Questo romanzo è ambientato tra l'Italia Rinascimentale del XVII secolo e la società che in un lontano futuro fiorisce tra i Satelliti medicei, elemento comune tra questi tempi e luoghi così diversi è la figura di Galileo Galilei.
- 2312 (2012) ambientato 300 anni nel futuro, quando larga parte del Sistema Solare è stato colonizzato dall'uomo e il pianeta Terra è devastato dal cambiamento climatico.
- Shaman - A novel of the Ice Age (2013) romanzo ambientato nell'Era Paleolitica, mostra uno straordinario momento nello sviluppo dell'umanità.[3]

### Racconti brevi
Robinson ha pubblicato i suoi due primi racconti nella raccolta di antologie Orbit N°18 nel 1976. La maggior parte dei suoi racconti brevi sono raccolti nelle antologie The Planet on the Table (1986), Remaking History (1991), e Vinland the Dream (2001). 
Quattro racconti umoristici basati sulle avventure in Nepal di due scalatori americani sono raccolti in Escape from Kathmandu (1989). The Martians (1999), precedentemente trattato, raccoglie racconti che analizzano e approfondiscono vari aspetti del mondo della Trilogia di Marte. Nell'Agosto del 2010, l'editore Night Shade Books ha pubblicato una selezione di diversi racconti di Robinson intitolata "The Best of Kim Stanley Robinson."

## Opere
- Icehenge, 1984; Ed. Nord, 1986
- Trilogia delle Tre Californie (o di Orange County)
  - La costa dei barbari (The Wild Shore, 1984) - Interno Giallo, 1990; Urania Jumbo N° 37 del Novembre 2022, Arnoldo Mondadori Editore
  - (La) Costa delle palme (The Gold Coast, 1988) - Interno Giallo, 1994; Urania Jumbo N° 42 dell'Aprile 2023, Arnoldo Mondadori Editore
  - La Costa del Pacifico (Pacific Edge, 1990) - Urania Jumbo N° 48 del Novembre 2023, Arnoldo Mondadori Editore
- The Memory of Whiteness, 1985
- The Planet on the Table, 1986, raccolta di racconti brevi
- Escape from Kathmandu, 1989
- A Short, Sharp Shock, 1990
- Remaking History, 1991, raccolta di racconti brevi
- Trilogia di Marte:
  - Il rosso di Marte (Red Mars, 1992), traduzione Maurizio Carità, Mondadori, 1995;  Fanucci, 2016
  - Il verde di Marte (Green Mars, 1993), traduzione di Annarita Guarnieri, Fanucci, 2016; Urania N° 1228 dell'Aprile 1994, Arnoldo Mondadori Editore
  - Il blu di Marte (Blue Mars, 1996), traduzione di Annarita Guarnieri, Fanucci, 2017
  - I Marziani (The Martians, 1999), seguito della trilogia, Fanucci, 2020
- Antarctica, 1997
- Vinland the Dream, 2001, raccolta di racconti brevi
- Gli anni del riso e del sale (The Years of Rice and Salt, 2002), Newton Compton, 2007
- Trilogia Scienza nella Capitale
  - Forty Signs of Rain, 2004
  - Fifty Degrees Below, 2005
  - Sixty Days and Counting, 2007
- Galileo's Dream, 2009
- The Best of Kim Stanley Robinson, 2010, raccolta di racconti brevi
- 2312, 2012, Premio Nebula per il miglior romanzo
- Shaman - A Novel of the Ice Age, 2013
- Aurora (Aurora, 2015), traduzione di Ilaria Mazzaferro, Ubiliber, 2024
- New York 2140 (2017), traduzione di Annarita Guarnieri, Fanucci, 2017
- Luna rossa (Red Moon, 2018), traduzione di Matteo Cacciolatti, Fanucci, 2019
- Il ministero per il futuro (The Ministry for the Future, 2020), traduzione di Francesco Vitellini, Fanucci, 2022

### Racconti
- A History of the Twentieth Century, with Illustrations (in: Vinland the Dream, pubblicato inizialmente in Isaac Asimov's Science Fiction Magazine, 1991, riveduto per Remaking History)
- A Martian Childhood
- A Martian Romance (in The Martians)
- A Sensitive Dependence on Initial Conditions (in Vinland the Dream)
- A Transect
- An Argument for the Deployment of All Safe Terraforming Technologies (in The Martians),
- Arthur Sternbach Brings the Curveball to Mars (in The Martians),
- Before I Wake (in Remaking History)
- Big Man in Love (in The Martians)
- Black Air (in Vinland the Dream; opubblicato inizialmente in The Magazine of Fantasy and Science Fiction, 1983)
- Coming Back to Dixieland (in Vinland the Dream; pubblicato inizialmente in Orbit 18)
- Coyote Makes Trouble (in The Martians)
- Coyote Remembers (in The Martians)
- Discovering Life (in Vinland the Dream e in The Martians)
- Down and Out in the Year 2000
- Enough is as Good as a Feast (in The Martians),
- Escape from Kathmandu (in Escape from Katmandu)
- Exploring Fossil Canyon (in The Martians)
- Festival Night
- Four Teleological Trails (in The Martians)
- Glacier (in Remaking History), pubblicato come "Ghiacciaio" in Urania MilleMondiEstate 1989, Arnoldo Mondadori Editore
- Verde Marte o Marte Verde (Green Mars, in The Martians), come Verde Marte, in La legge delle stelle, Galaxis n.7, Editrice Scorpio, Milano, 1986; in La legge delle stelle, Il Meglio della Fantascienza 7, Edizioni New Scorpio, 1987; come Marte Verde, in Urania N° 1228 dell'Aprile 1994, Arnoldo Mondadori Editore
- How Science Saved The World (in The Best of Kim Stanley Robinson)
- "If Wang Wei Lived on Mars"' and Other Poems (in The Martians)
- Jackie on Zo (in The Martians)
- Keeping the Flame (in The Martians)
- Maya and Desmond (in The Martians)
- Mercurial (in Vinland the Dream; pubblicato inizialmente in Universe 15)
- Michel in Antarctica (in The Martians)
- Michel in Provence (in The Martians)
- Mother Goddess of the World (in Escape from Katmandu)
- Muir on Shasta (in Vinland the Dream)
- Odessa (in The Martians)
- On the North Pole of Pluto
- Our Town
- Prometheus Unbound, At Last (in The Best of Kim Stanley Robinson)
- Purple Mars (in The Martians)
- Remaking History (in Remaking History e Vinland the Dream, pubblicato inizialmente in What Might Have Been, edito da Gregory Benford e Martin H. Greenberg)
- Ridge Running (in Vinland the Dream; pubblicato inizialmente in The Magazine of Fantasy and Science Fiction, edizione del 1984)
- Salt and Fresh (in The Martians)
- Saving Noctis Dam (in The Martians)
- Sax Moments (in The Martians)
- Selected Abstracts from "The Journal of Aerological Studies" (in The Martians)
- Sexual Dimorphism (in The Martians), pubblicato come "Dimorfismo sessuale" in Urania N° 1450 dell'Ottobre 2002, Arnoldo Mondadori Editore
- Some Work Notes and Commentary on the Constitution by Charlotte Dorsa Brevia (in The Martians)
- Stone Eggs (in Vinland the Dream; pubblicato inizialmente in Universe 13)
- The Archaeae Plot (in The Martians)
- The Blind Geometer (in The Best of Kim Stanley Robinson)
- The Constitution of Mars (in The Martians)
- The Disguise (in Vinland the Dream; pubblicato inizialmente in Orbit 19),
- The Kingdom Underground (in Escape from Katmandu)
- The Lucky Strike (in Vinland the Dream; pubblicato inizialmente in Universe 14)
- The Lunatics
- The Memorial
- The Part of Us That Loves (in Remaking History)
- The Return from Rainbow Bridge
- The Timpanist Of The Berlin Philharmonic, 1942 (in The Best of Kim Stanley Robinson)
- The Translator (in Remaking History)
- The True Nature of Shangri-La (in Escape from Katmandu)
- The Way the Land Spoke to Us (in The Martians)
- To Leave a Mark
- Venice Drowned (in Vinland the Dream; pubblicato inizialmente in Universe 11)
- Vinland the Dream (in Vinland the Dream; pubblicato inizialmente in Remaking History)
- What Matters (in The Martians)
- Whose 'Failure of Scholarship'?
- Zürich, pubblicato come "Zurigo" in Urania MilleMondInverno 1990, Arnoldo Mondadori Editore

## Temi principali

### Natura e cultura
L'artista Americano Sheldon Brown descrive i romanzi di Robinson come mezzi per esplorare la maniera con cui natura e cultura si modellano vicendevolmente: la trilogia The Southern California su possibili futuri alternativi della California; come Washington DC subisce l'impatto del cambiamento climatico nella serie Science in the Capitol; oppure Marte come controfigura della Terra nella Trilogia Marziana per esaminare le possibilità di modifiche su una scala globale, sia delle condizioni ambientali (terraformazione) che sociali ed economiche.

### Sostenibilità ecologica
Praticamente tutte le opere di Robinson hanno una componente ecologica; la sostenibilità è da annoverarsi tra i suoi temi principali. (Un forte competitore al titolo di tema principale delle opere di Robinson sarebbe il processo di nascita di un'utopia plausibile e le sue caratteristiche.) La trilogia di Orange County (o delle Tre Californie) riguarda la maniera in cui il Tecnologico si rapporta al Naturale, evidenziando l'importanza di mantenere un equilibrio tra i due. Nella Trilogia di Marte, una delle principali divisioni all'interno della popolazione di Marte è basata su opinioni contrastanti riguardanti prima la proposta e successivamente i metodi di procedere alla terraformazione del Pianeta Rosso; viene aspramente dibattuto se l'apparentemente inutile territorio marziano, arido, sterile, privo di vita, abbia o meno un valore ecologico o spirituale intrinseco, e se di conseguenza meriti o no il trattamento rispettoso che si deve (o dovrebbe) mantenere nei confronti di un'ecosfera vivente come la Terra. Forty Signs of Rain è a tematica integralmente ecologica, essendo il suo argomento principale il riscaldamento globale.

### Economia e giustizia sociale

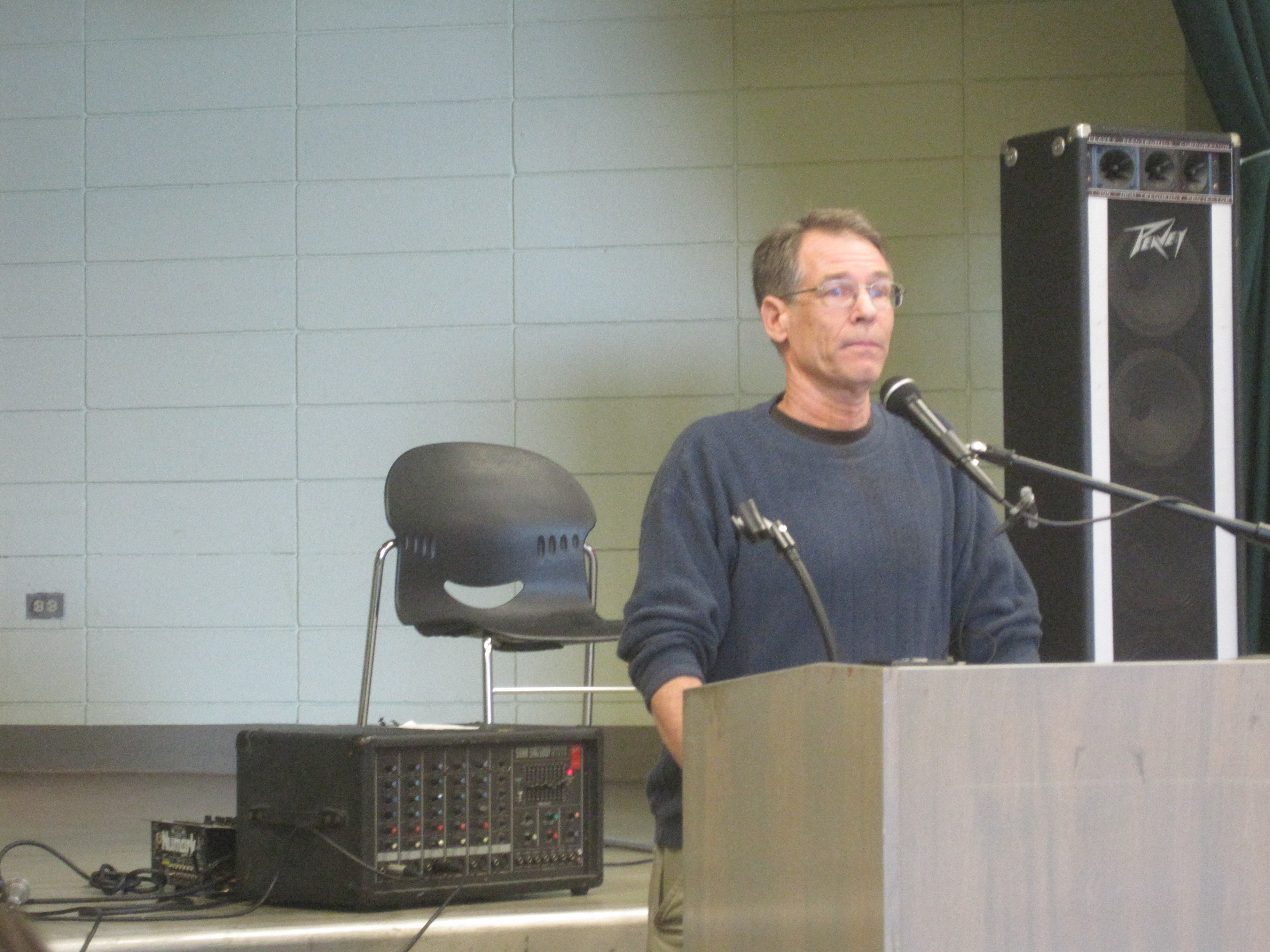
Kim Stanley Robinson parla alla Bay Area Anarchist Bookfair dei temi sociali presenti nelle sue opere.

Nelle sue opere Robinson spesso esplora alternative al moderno capitalismo. Nella Trilogia di Marte viene sostenuto che il capitalismo è un feudalesimo aggiornato, che in futuro potrebbe essere sostituito da un sistema economico più democratico.
La proprietà dei lavoratori e le società cooperative occupano un posto importante ne Il verde di Marte e in Il blu di Marte quali sostituti delle tradizionali corporazioni.
La trilogia di Orange County esplora simili tematiche; Pacific Edge comprende l'idea di attaccare le fondamenta legali alla base del dominio capitalista per promuovere un'uguaglianza sociale.
Nei suoi libri Robinson frequentemente ritrae i suoi personaggi in lotta per preservare e migliorare il mondo che li circonda in un ambiente caratterizzato da individualismo e imprenditorialismo, spesso affrontando l'autoritarismo politico ed economico del potere capitalista in azione in questo ambiente. Robinson è stato descritto come anti-capitalista, e le sue opere spesso presentano una forma di capitalismo di frontiera, che promuove ideali simili a quelli dell'anarco-sindacalismo e di sistemi socialisti, e fronteggiato da un capitalismo predatorio che rappresenta gli avidi interessi di compagnie multinazionali.
In particolare la sua Costituzione Marziana si basa su ideali socialdemocratici esplicitamente enfatizzando un elemento di partecipazione comunitaria nella vita politica ed economica, mentre una costante minaccia alla socialdemocrazia è rappresentata dalle corporazioni transnazionali, le cui caratteristiche sono simili a quelle predette da economisti socialisti quali Edward Lawrence Wheelwright e Karl Marx.
I lavori di Robinson spesso rappresentano i mondi di domani in una maniera simile alla miticizzata Frontiera Ovest Americana (il Selvaggio West), mostrando una sorta di affettuoso rimpianto per la libertà e le avversità della frontiera, intesa come seconda possibilità di costruire un mondo migliore e più giusto, lasciandosi alle spalle gli errori e le costrizioni del passato.
I temi ambientalistici, economici e sociali nelle opere di Robinson si pongono in marcato contrasto rispetto alle correnti di orientamento ideologico di destra-liberale che caratterizzano larga parte della moderna letteratura di fantascienza (Robert A. Heinlein, Poul Anderson, Larry Niven, e Jerry Pournelle essendo esempi principali di questa tendenza), e i suoi libri sono considerati ad oggi il tentativo di maggior successo nel diffondere tra il vasto pubblico una visione utopica improntata a principi liberali di sinistra e anti-capitalista, successivo alla pubblicazione nel 1974 del romanzo I reietti dell'altro pianeta di Ursula K. Le Guin.

### Scienziati come cittadini
Nelle opere di Robinson spesso gli scienziati vengono descritti come eroi. Sono rappresentati in una maniera ordinaria, banale, rispetto alla comune rappresentazione eroica degli scienziati nei romanzi di fantascienza; piuttosto che essere avventurieri o uomini d'azione, gli scienziati di Robinson assumono un'importanza critica mediante scoperte scientifiche, collaborazione con altri scienziati, gruppi di pressione politica, e divenendo essi stessi figure pubbliche.
La Trilogia di Marte e Gli anni del riso e del sale propongono estesamente l'idea che gli scienziati debbano farsi carico della responsabilità di garantire l'uso responsabile delle loro scoperte ed invenzioni, e di impegnarsi in uno sforzo educativo per far sì che il vasto pubblico possa comprendere la natura e le conseguenze di queste scoperte.
Gli scienziati di Robinson spesso si dimostrano le persone più adatte a dirigere le politiche relative a questioni ambientali e tecnologiche, riguardo alle quali politici ed industriali spesso sono completamente ignoranti.

## Premi
I romanzi di Robinson hanno vinto dodici premi assegnati alle opere di fantascienza, e sono stati tra le opere finaliste ai premi in ventinove occasioni.
Robinson ha vinto il Premio Hugo per il miglior romanzo con Il verde di Marte (Green Mars, 1994) e Il blu di Marte (Blue Mars, 1997); il Premio Nebula per il miglior romanzo con Red Mars (1993) e 2312 (2012); il Premio Nebula per il miglior romanzo breve con The Blind Geometer (1986); il Premio World Fantasy con Black Air (1983); un Premio John Wood Campbell Memorial per il miglior romanzo di fantascienza con Pacific Edge (1991); e un Premio Locus per La costa dei barbari (1985), A Short, Sharp Shock (1991), Il verde di Marte (1994), Il blu du Marte (1997), The Martians (2000), e Gli anni del riso e del sale (2003); il Premio Alex con Antarctica (1999).